# Meersvoorde
Meersvoorde was een gehucht of wijk van Denderwindeke, deelgemeente van de stad Ninove in de Belgische provincie Oost-Vlaanderen. De plaats ligt een kilometer ten westen van de dorpskern, en is tegenwoordig de westelijke uitloper van het dorpscentrum, met lintbebouwing langs Krepelstraat naar Nieuwenhove.

## Geschiedenis
De Ferrariskaart uit de jaren 1770 toont hier een gehucht Meesvoorde langs de weg naar Nieuwenhove, net ten noorden van de vallei van de Meersvoordebeek, die oostwaarts richting de Lavondelbeek stroomt.
De Atlas der Buurtwegen uit 1841 geeft het gehucht Meersvoorde weer. De kadasterkaart van Popp uit het midden van de 19de eeuw toont het gehucht Meervoorde en de Vandermaelenkaart uit die periode het gehucht Meersvoorde.
NGI-kaarten tot het midden van de 20ste eeuw duidden nog de gehuchtnaam Meerschvoorde aan. Tegen dan was het gehucht niet langer een afgezonderde kern, maar door lintbebouwing langs de Krepelstraat verbonden met het dorpscentrum van Denderwindeke. De plaatsnaam Meersvoorde verdween van latere kaarten ten nadele van de naam Krepelstraat.

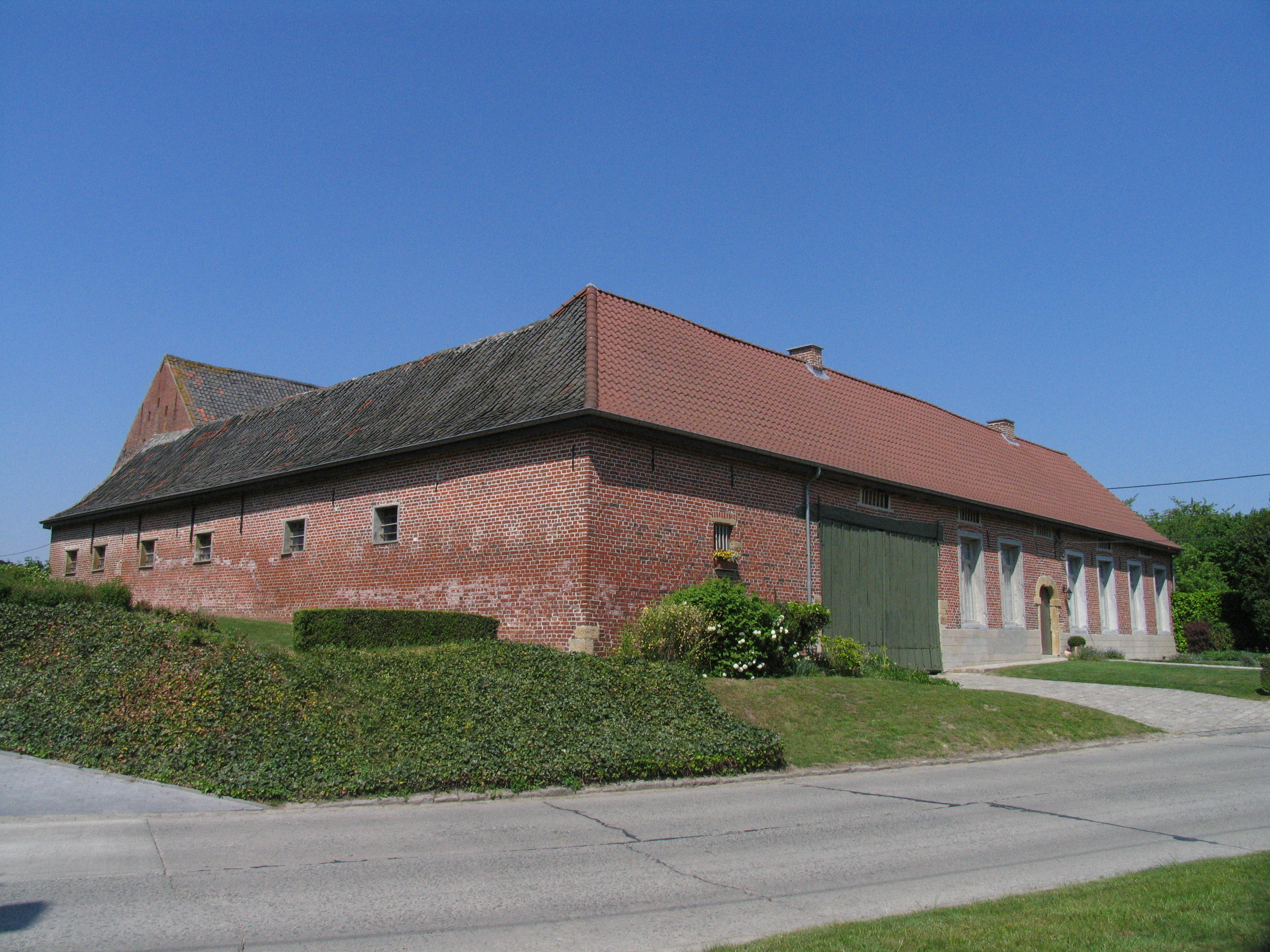
Gesloten hoeve, 18de en 19de eeuw
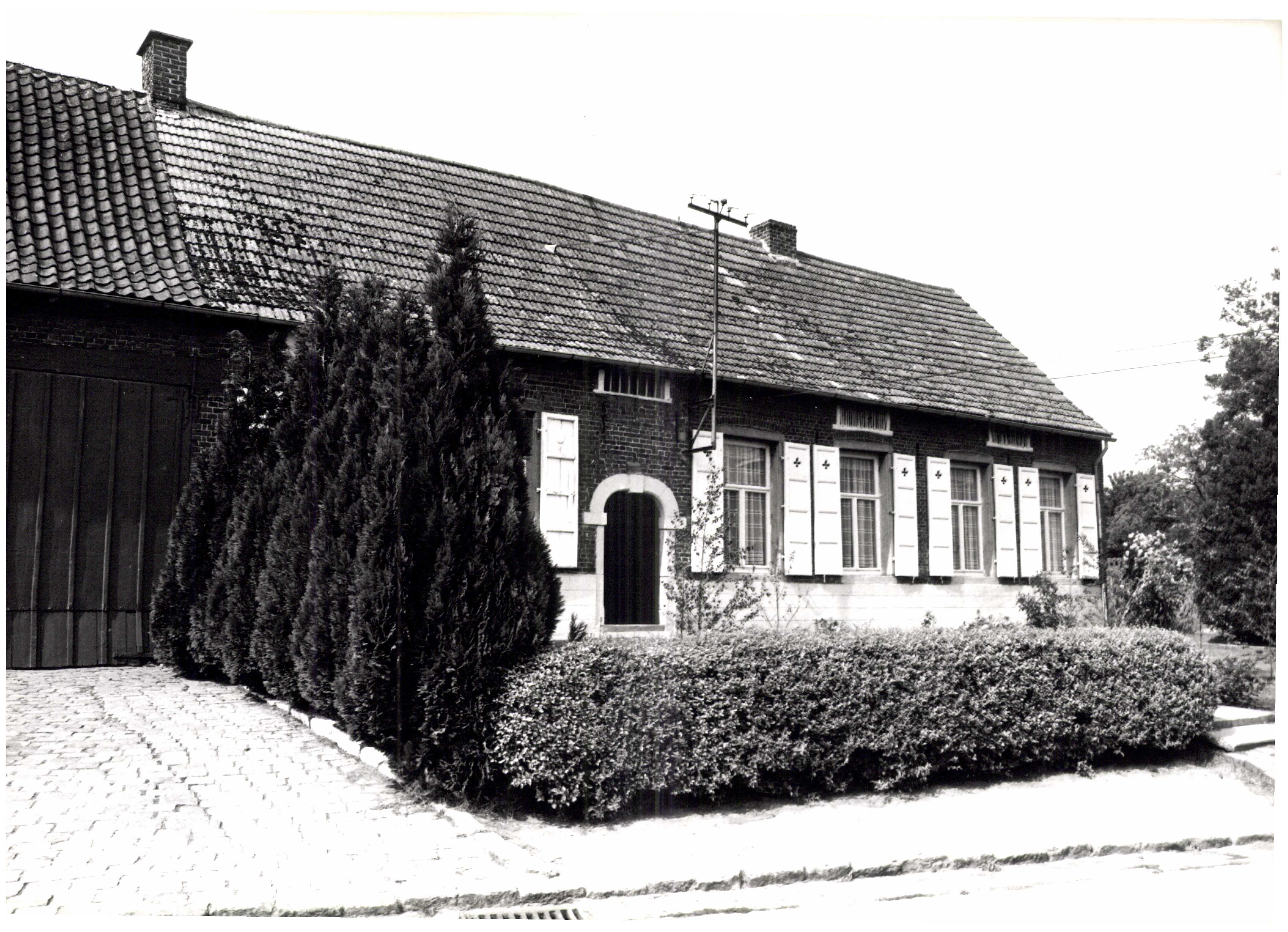
Gesloten hoeve, 18de en 19de eeuw

Deelgemeenten: Appelterre-Eichem · Aspelare · Denderwindeke · Lieferinge · Meerbeke · Nederhasselt · Neigem · Ninove · Okegem · Outer · Pollare · Voorde

Overige dorpen, gehuchten en wijken: Appelterre · Bevingen · Boterdael · Dasselt · Eichem · Herlinckhove · Lebeke · Linkebeek · Meersvoorde · Muylem · Nederwijk · Neuringen · Nijken · Prindaal · Renderstede · Roesbeke · Roost · Slettem · Steenhout · Terbert · Varenberg · Vogelenzang · Vreckom · Waalhove · Zevenkoten

Belgische gemeenten · Arrondissement Aalst · Oost-Vlaanderen · Vlaanderen